# 3,5-dichloorfenol
3,5-dichloorfenol is een organische chloorverbinding met als brutoformule C6H4Cl2O. De stof komt voor als kleurloze kristallen met een kenmerkende geur, die slecht oplosbaar zijn in water.

## Toxicologie en veiligheid
De stof ontleedt bij verbranding met vorming van giftige en corrosieve dampen, onder andere acylchloriden en zuuranhydriden. Ze reageert hevig met sterke oxidatiemiddelen.
De stof is sterk irriterend voor de ogen, de huid en de luchtwegen. Blootstelling aan de stof kan chlooracne veroorzaken.